# Ньяйо (стадион)
Национальный стадион Ньяйо — многоцелевой стадион в Найроби, Кения. Расположен на площади Момбаса-роуд, Лангата-роуд и Аэродром-роуд. Находится примерно в двух километрах от центра города, прямо напротив торгового центра Найроби Мега Молл, ранее известного как Накумат Мегa.

## История
Стадион был построен в 1983 году и рассчитан на 15 000 мест по официальным данным. В настоящее время он используется в основном для матчей футбольного клуба АФК Леопардс. Стадион также используется для занятий легкой атлетикой, плаванием и различными церемониями, наиболее распространенными из которых являются празднования национальных праздников. Другие удобства на стадионе Ньяйо включают тренажерный зал и 50-метровый бассейн. Клуб союза регби Мвамба РФС использовал национальный стадион Ньяйо для домашних игр.
Завершение строительства стадиона Ньяйо дало Кении возможность попасть в категорию стран, которые были приглашены для участия в 4-х Всеафриканских играх в 1987 году, заявка, которая была присуждена Кении, что дало ей международный статус. По сути, стадион Ньяйо «родил» Международный спортивный центр Мои.
Стадион Ньяйо был местом проведения чемпионата Африки по легкой атлетике 2010 года.
Стадион был переименован в Национальный стадион Coca-Cola после того, как многонациональная компания получила права на название стадиона в феврале 2009 года. Сумма сделки составила 1,5 миллиона долларов США, и компания по производству напитков должна была заниматься брендингом, маркетингом и присвоение имени всему стадиону на три года. Однако три месяца спустя Coca-Cola вышла из контракта, потому что правительство Кении хотело, чтобы стадион назывался Национальным стадионом Coca-Cola Nyayo. Он был снова переименован в Национальный стадион Ньяйо. Это решение подверглось широкой критике со стороны многих граждан Кении, поскольку они считают, что Coca-Cola могла бы значительно улучшить и популяризировать стадион.